# Manning (Oregon)
Manning az Amerikai Egyesült Államok Oregon államának Washington megyéjében elhelyezkedő önkormányzat nélküli település.

## Története
Névadója Martin Manning telepes. A posta 1890-ben nyílt meg.
Manning, Banks és Buxton létrehozta a Tri-City tűzoltósági körzetet. Az iskola 1987-ben zárt be.

## Nevezetes személy
- Hollie Pihl, bíró

## Fordítás
- Ez a szócikk részben vagy egészben  a   Manning, Oregon című angol Wikipédia-szócikk ezen változatának fordításán alapul.  Az eredeti cikk szerkesztőit annak laptörténete sorolja fel. Ez a jelzés csupán a megfogalmazás eredetét és a szerzői jogokat jelzi, nem szolgál a cikkben szereplő információk forrásmegjelöléseként.